# 鄧算
鄧算（越南语：／，1807年—1874年），原名鄧金算（越南语：／），字節甫（越南语：／），越南阮朝官員。

## 生平
鄧算是南定省春長府膠水縣行善總行善社（今屬南定省春長縣春鴻社行善村）人，嘉隆六年（1807年）出生。紹治七年（1847年）考中舉人。嗣德元年（1848年）會試，考中副榜。授翰林院檢討，補南策府同知府，後改任靜嘉府知府。當時珥河決堤，鄧算奉命前往勘探水道，擔任堤政員外郎一職。他借著南定瀕臨大海，有沙地的條件，招集流民開墾荒地，立為樂善總，歸膠水縣管轄。後來升任侍講學士，領北寧省按察使一職，後又改任寧平省按察使。嗣德二十年（1867年），代理諒平巡撫。當時清朝廣西省有土匪滋擾邊境，鄧算籌畫處置辦法。嗣德二十三年（1870年），賊寇攻陷諒山省城，鄧算因失職降為翰林院侍講，擔任商辦諒山省軍次事務。不久憑藉雲池之戰獲勝，開復為鴻臚寺卿，擔任高平省布政使一職。嗣德二十七年（1874年），擔任寧平巡撫，不久又陞為安靜總督，但未及赴任，就因病去世，壽六十八歲。
鄧算有8子。鄧箲蔭授翰林院檢討。